# Raoul Salan

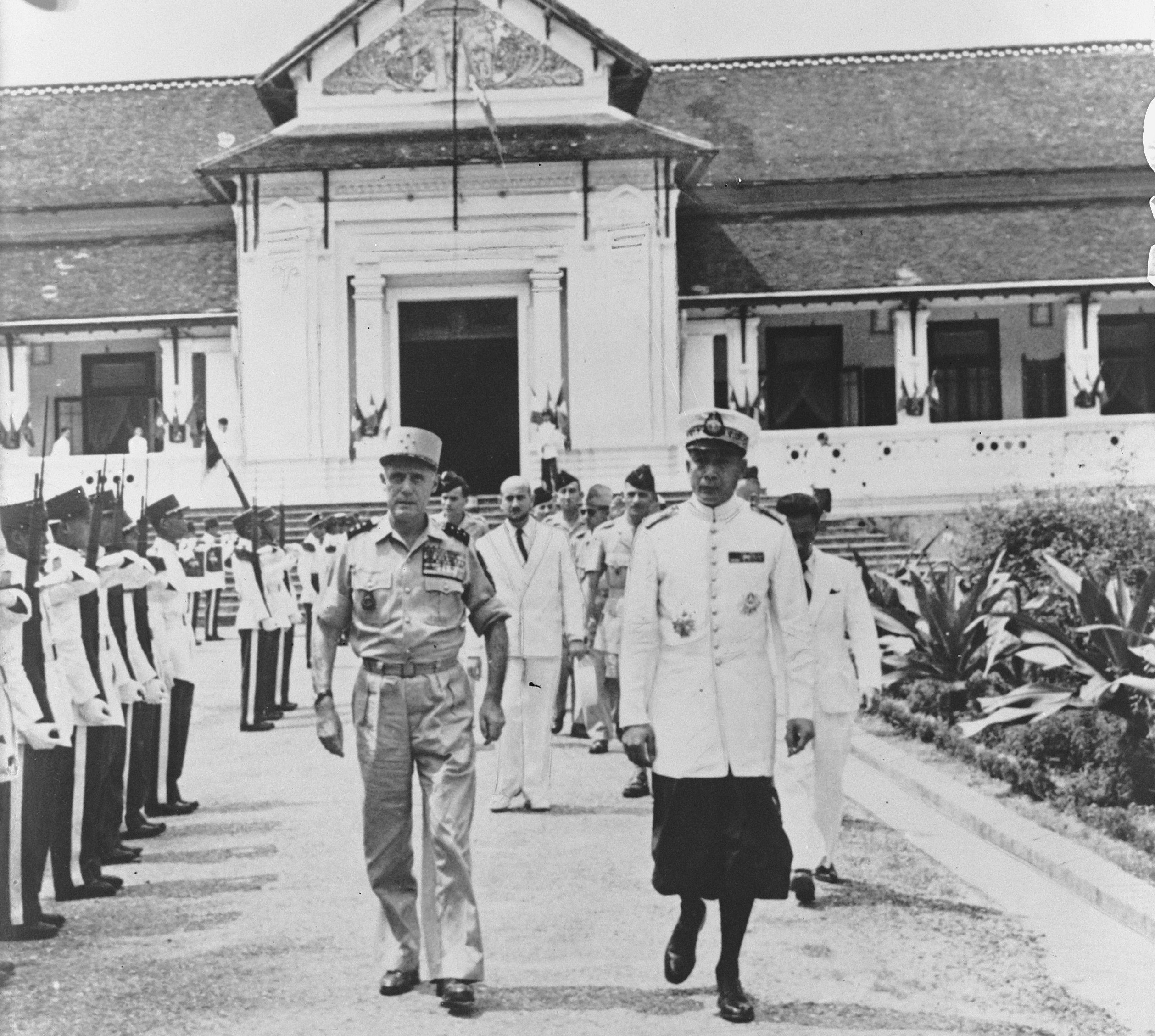
Salan en prins Vong Savang in Loeang Prabang, hoofdstad van Laos (4 mei 1953)

Raoul Salan (Roquecourbe, Frankrijk, 10 juni 1899 – Parijs, 3 juli 1984) was een Franse generaal.

## Biografie
Tijdens de Eerste Wereldoorlog nam hij deel aan de strijd tegen de Duitsers in de omgeving van Verdun. Nadat hij was gepromoveerd tot luitenant raakte hij eind 1921 bij gevechten zwaargewond en nog in het ziekenhuis werd hij benoemd tot Ridder in het Franse Legioen van Eer.
Tijdens de Tweede Wereldoorlog probeerde hij vanaf het voorjaar van 1940 met zijn troepen weerstand te bieden tegen het oprukkende Duitse leger en in augustus van dat jaar werd hij gepromoveerd tot Officier in het Legioen van Eer. In juni 1941 promoveerde hij tot luitenant-kolonel, en in juni 1943 tot kolonel.
Na de Tweede Wereldoorlog was hij bijna 10 jaar actief in Frans Indochina, tijdens de Eerste Indochinese Oorlog. Hij werd opperbevelhebber, maar werd in mei 1953 vervangen door Henri Navarre.
Na een kort verblijf in Parijs werd hij eind 1956, ruim twee jaar na het begin van de oorlog in Algerije, als militair bevelhebber uitgezonden naar Algiers. Op 16 januari 1957 werd in Algiers een aanslag op hem gepleegd door Franse inwoners van Algiers, die hem graag zagen vervangen door René Cogny, in wie zij meer vertrouwen hadden.

## Staatsgreep
In 1958 steunde Salan Charles de Gaulle bij diens terugkeer als president. Veel burgers en militairen zagen in De Gaulle de man die de belangen van de Fransen en pro-Franse moslims in Algerije wilde en zou beschermen. Salan deelde die hoop, en uitlatingen van De Gaulle - "Je vous ai compris!" (Ik heb u begrepen) - leken daar ook aanleiding toe te geven. De Gaulle besloot echter dat Algerije via onderhandelingen zelfbeschikkingsrecht moest worden gegeven. Na deze koerswijziging van De Gaulle voelde Salan zich door De Gaulle verraden en in april 1961 deed hij met andere generaals en hoge militairen een poging tot staatsgreep die echter mislukte. Op 20 april 1962 werd hij gearresteerd. Salan werd op 23 mei tot een levenslange gevangenisstraf veroordeeld, maar op 15 juni 1968 kreeg hij amnestie. Op grond van een wet van november 1982 werd hij gerehabiliteerd.
Na zijn vrijlating publiceerde Salan diverse boeken. Hij overleed op 85-jarige leeftijd.

## Onderscheidingen
- Legioen van Eer
  - Grootkruis op 28 augustus 1952
  - Grootofficier op 27 oktober 1948
  - Commandeur op 10 februari 1945
  - Officier op 21 augustus 1940
  - ridder op 5 april 1922
- Médaille militaire op 12 juli 1958
- Croix de guerre 1914–1918
- Croix de guerre 1939–1945
- Croix de Guerre des Théâtres d'Opérations Extérieurs
- Kruis voor Militaire Heldhaftigheid
- Overwinningsmedaille
- Herinneringsmedaille aan de Oorlog 1914-1918
- Luchtvaartmedaille
- Distinguished Service Cross
- Ridder Commandeur in de Orde van het Britse Rijk